# Matías Silva
Matías Silva (Santiago, Chile, 31 de marzo de 1985) es un extenista chileno. El único título en singles de su carrera fue el 2007, en el Perú F2. En dobles, posee el título del Ecuador F3 haciendo pareja con Iván Miranda. Además, posee los títulos Perú F2 y Chile F1 de 2007, y el Argentina F3 de 2008, habiéndolos conseguido junto a Mauricio Echazú.
En septiembre de 2008, Matías Silva tomó la decisión de retirarse del tenis profesional, para dedicarse a ejercer su carrera como empresario.

## Torneos Futures (5; 1+4)

### Individuales (1)

#### Títulos
| Leyenda                                                       |
| Grand Slam (0)                                                |
| Futbolista Masters Cup / ATP World Tour Finals (0)            |
| ATP Masters Series / ATP World Tour Masters 1000 (0)          |
| ATP International Series Gold / ATP World Tour 500 Series (0) |
| ATP International Series / ATP World Tour 250 Series (0)      |
| ATP Challenger Tour (0)                                       |
| Future Tour (1)                                               |

| Títulos por Superficie |
| Dura (0)               |
| Tierra batida (1)      |
| Hierba (0)             |
| Moqueta (0)            |

| N.º | Fecha                | Torneo  | Superficie    | Oponente en la final | Resultado      |
| --- | -------------------- | ------- | ------------- | -------------------- | -------------- |
| 1.  | 12 de agosto de 2007 | Perú F2 | Tierra batida | Guido Pella          | 7-6(6) 1-6 6-4 |

#### Finalista
| Leyenda                                                       |
| Grand Slam (0)                                                |
| Tennis Masters Cup / ATP World Tour Finals (0)                |
| ATP Masters Series / ATP World Tour Masters 1000 (0)          |
| ATP International Series Gold / ATP World Tour 500 Series (0) |
| ATP International Series / ATP World Tour 250 Series (0)      |
| ATP Challenger Tour (0)                                       |
| Future Tour (1)                                               |

| Finalista por Superficie |
| Dura (1)                 |
| Tierra batida (0)        |
| Hierba (0)               |
| Moqueta (0)              |

| N.º | Fecha              | Torneo    | Superficie | Oponente en la final | Resultado |
| --- | ------------------ | --------- | ---------- | -------------------- | --------- |
| 1.  | 14 de mayo de 2006 | México F6 | Dura       | Juan-Manuel Elizondo | 1-6 2-6   |

### Dobles (4)

#### Títulos
| Leyenda                                                       |
| Grand Slam (0)                                                |
| Tennis Masters Cup / ATP World Tour Finals (0)                |
| ATP Masters Series / ATP World Tour Masters 1000 (0)          |
| ATP International Series Gold / ATP World Tour 500 Series (0) |
| ATP International Series / ATP World Tour 250 Series (0)      |
| ATP Challenger Tour (0)                                       |
| Future Tour (4)                                               |

| Títulos por Superficie |
| Dura (1)               |
| Tierra batida (3)      |
| Hierba (0)             |
| Moqueta (0)            |

| N.º | Fecha                    | Torneo     | Superficie    | Pareja          | Oponentes en la final                    | Resultado      |
| --- | ------------------------ | ---------- | ------------- | --------------- | ---------------------------------------- | -------------- |
| 1.  | 10 de septiembre de 2006 | Ecuador F3 | Tierra batida | Iván Miranda    | David González Román Recarte             | 6-2 6-4        |
| 2.  | 11 de agosto de 2007     | Perú F2    | Tierra batida | Mauricio Echazú | Mauricio Doria-Medina Mauricio Estivariz | 6-4 6-3        |
| 3.  | 25 de agosto de 2007     | Ecuador F1 | Dura          | Mauricio Echazú | José Statham Adam Thompson               | 2-6 6-4 6-2    |
| 4.  | 19 de julio de 2008      | Perú F3    | Tierra batida | Mauricio Echazú | Sergio Galdós Guido Pella                | 2-6 6-1 [10-7] |

#### Finalista
| Leyenda                                                       |
| Grand Slam (0)                                                |
| Tennis Masters Cup / ATP World Tour Finals (0)                |
| ATP Masters Series / ATP World Tour Masters 1000 (0)          |
| ATP International Series Gold / ATP World Tour 500 Series (0) |
| ATP International Series / ATP World Tour 250 Series (0)      |
| ATP Challenger Tour (0)                                       |
| Future Tour (3)                                               |

| Finalista por Superficie |
| Dura (1)                 |
| Tierra batida (2)        |
| Hierba (0)               |
| Moqueta (0)              |

| N.º | Fecha                   | Torneo     | Superficie    | Pareja           | Oponentes en la final                      | Resultado   |
| --- | ----------------------- | ---------- | ------------- | ---------------- | ------------------------------------------ | ----------- |
| 1.  | 18 de agosto de 2007    | Perú F3    | Tierra batida | Francisco Franco | Facundo Bagnis Sergio Galdós               | 4-6 6-7(7)  |
| 2.  | 1 de septiembre de 2007 | Ecuador F2 | Dura          | Mauricio Echazú  | Borja Malo-Casado Hans Podlipnik-Castillo  | 2-6 6-3 3-6 |
| 3.  | 21 de octubre de 2007   | México F9  | Tierra batida | Mauricio Echazú  | Ignacio Coll-Riudavets Pablo Martín-Adalia | 0-6 4-6     |